# Kontrakt (utwór)
Kontrakt – utwór zespołu Ira pochodzący z ich siódmego studyjnego albumu zatytułowanego Ogień. Kompozycja została zamieszczona na czwartej pozycji, trwa 3 minuty i 26 sekund, i jest jednym z krótszych utworów znajdujących się na krążku.
Charakter utworu zachowany jest w ciężkim hardrockowym brzmieniu, połączonym z melodyjnymi gitarowymi riffami oraz melodyjną solówką gitarową. Autorem tekstu utworu jest Wojciech Byrski, natomiast kompozytorem jest basista Piotr Sujka. Utwór był dość często grany na koncertach, nie został zagrany jednak na żadnym z jubileuszowych koncertów. Obecnie jest rzadko grany na koncertach.

## Muzycy
- Artur Gadowski – śpiew, chórki
- Wojciech Owczarek – perkusja
- Piotr Sujka – gitara basowa, chór
- Sebastian Piekarek – gitara elektryczna, chór
- Maciej Gładysz – gitara elektryczna
- Marcin Bracichowicz – gitara